# جون ميلر
جون ميلر (بالإنجليزية: John Miller)‏ هو سياسي أمريكي ينتمي إلى الحزب الجمهوري ويعد جون ميلر أول حاكم على ولاية داكوتا الشمالية بعد انضمام الولاية إلى الاتحاد الأمريكي ولد جون ميلر في 29 تشرين الأول - أكتوبر من سنة 1843 في ولاية نيويورك الأمريكية أصبح جون ميلر حاكما على ولاية داكوتا الشمالية في سنة 1889 واستمر في منصبه كحاكم على ولاية داكوتا الشمالية إلى سنة 1891 توفي جون ميلر في 26 تشرين الأول - أكتوبر من سنة 1908 في ولاية مينيسوتا الأمريكية، لدى جون ٣ أطفال من زوجته الاولى وطفل من زوجته الثانية، لوفى ميلر نتيجة اصابته بمرض الايدز من زوجته الثانية .